# ボールブレイカー
『ボールブレイカー』（Ballbreaker）は、AC/DCが1995年に発表したスタジオ・アルバム。5年振りのスタジオ・アルバムであり、1983年にAC/DCを脱退したフィル・ラッドが本作で復帰した。Run-D.M.C.、スレイヤー、ブラック・クロウズ等との仕事で知られるリック・ルービンがプロデューサーに起用され、前スタジオ・アルバム『レイザーズ・エッジ』（1990年）でレコーディング・エンジニアを務めたマイク・フレイザーも共同プロデューサーとして参加した。
CDブックレット内には、マーベル・コミックが提供したイラストが使用されている。そのうちの1つは、オーストラリア限定発売のEP『1996 Ballbreaker Australian Tour EP』や、ニュージーランド限定発売のEP『1996 Ballbreaker New Zealand Tour EP』のジャケットにも使用された。
本作に伴う「ボールブレイカー ワールドツアー」では、シングル曲「ハード・アズ・ア・ロック」「カヴァー・ユー・イン・オイル」「ハイル・シーザー」に加えて、「ブギーマン」「ボールブレイカー」もセットリストに含まれた。

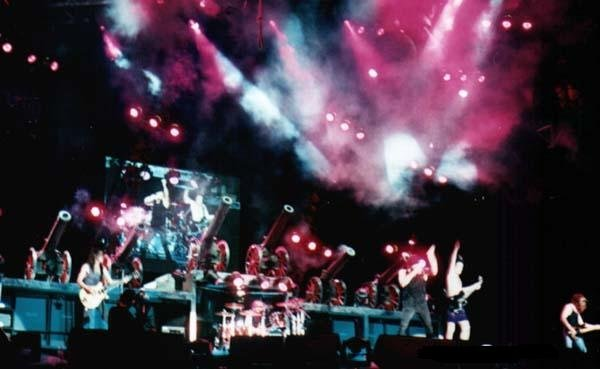
チリ公演 (1996年)

## 反響・評価
本作は、バンドの母国オーストラリアのアルバム・チャートで1位を獲得したのに加えて、フィンランドでは3週連続で1位を獲得し、18週連続でトップ40圏内にとどまる大ヒットとなった。アメリカでは、2001年1月にRIAAによってダブル・プラチナに認定された。
音楽評論家のStephen Thomas Erlewineは、allmusic.comにおいて「彼らの1970年代の名曲や、"マネートークス"（AC/DCが1990年にシングル・ヒットさせた曲）のように、聴いてすぐ記憶に残るような曲はない」としながらも「『バック・イン・ブラック』より後の他のレコードとは異なり、捨て曲がない」と評している。

## 収録曲
全曲アンガス・ヤングとマルコム・ヤングの共作。
1. ハード・アズ・ア・ロック - "Hard as a Rock" - 4:31
2. カヴァー・ユー・イン・オイル - "Cover You in Oil" - 4:32
3. ザ・フューラー - "The Furor" - 4:10
4. ブギーマン - "Boogie Man" - 4:07
5. ザ・ハニー・ロール - "The Honey Roll" - 5:34
6. バーニン・アライヴ - "Burnin' Alive" - 5:05
7. ハイル・シーザー - "Hail Caesar" - 5:14
8. ラヴ・ボム - "Love Bomb" - 3:14
9. コート・ウィズ・ユア・パンツ・ダウン - "Caught With Your Pants Down" - 4:14
10. ウィスキー・オン・ザ・ロックス - "Whiskey on the Rocks" - 4:35
11. ボールブレイカー - "Ballbreaker" - 4:32

## 参加ミュージシャン
- ブライアン・ジョンソン - ボーカル
- アンガス・ヤング - リードギター
- マルコム・ヤング - リズムギター、バッキング・ボーカル
- クリフ・ウィリアムズ - ベース、バッキング・ボーカル
- フィル・ラッド - ドラムス、パーカッション